# Fretterans
Fretterans és un municipi francès, situat al departament de Saona i Loira i a la regió de Borgonya - Franc Comtat. L'any 2007 tenia 293 habitants.

## Demografia

### Població
El 2007 la població de fet de Fretterans era de 293 persones. Hi havia 126 famílies, de les quals 40 eren unipersonals (12 homes vivint sols i 28 dones vivint soles), 41 parelles sense fills, 41 parelles amb fills i 4 famílies monoparentals amb fills.
La població ha evolucionat segons el següent gràfic:
Habitants censats

### Habitatges
El 2007 hi havia 162 habitatges, 128 eren l'habitatge principal de la família, 22 eren segones residències i 12 estaven desocupats. Tots els 162 habitatges eren cases. Dels 128 habitatges principals, 113 estaven ocupats pels seus propietaris, 11 estaven llogats i ocupats pels llogaters i 3 estaven cedits a títol gratuït; 1 tenia una cambra, 3 en tenien dues, 19 en tenien tres, 35 en tenien quatre i 69 en tenien cinc o més. 85 habitatges disposaven pel capbaix d'una plaça de pàrquing. A 50 habitatges hi havia un automòbil i a 53 n'hi havia dos o més.

### Piràmide de població
La piràmide de població per edats i sexe el 2009 era:
| Homes | Edats   | Dones |
| ----- | ------- | ----- |
| 0     | 95 o +  | 0     |
| 4     | 90 a 94 | 0     |
| 0     | 85 a 89 | 4     |
| 4     | 80 a 84 | 8     |
| 12    | 75 a 79 | 16    |
| 8     | 70 a 74 | 24    |
| 4     | 65 a 69 | 4     |
| 8     | 60 a 64 | 4     |
| 4     | 55 a 59 | 8     |
| 0     | 50 a 54 | 4     |
| 16    | 45 a 49 | 8     |
| 8     | 40 a 44 | 4     |
| 12    | 35 a 39 | 12    |
| 8     | 30 a 34 | 12    |
| 8     | 25 a 29 | 8     |
| 0     | 20 a 24 | 4     |
| 8     | 15 a 19 | 8     |
| 8     | 10 a 14 | 20    |
| 12    | 5 a 9   | 8     |
| 4     | 0 a 4   | 8     |

## Economia
El 2007 la població en edat de treballar era de 155 persones, 110 eren actives i 45 eren inactives. De les 110 persones actives 106 estaven ocupades (60 homes i 46 dones) i 4 estaven aturades (1 home i 3 dones). De les 45 persones inactives 25 estaven jubilades, 7 estaven estudiant i 13 estaven classificades com a «altres inactius».

### Ingressos
El 2009 a Fretterans hi havia 124 unitats fiscals que integraven 293 persones, la mediana anual d'ingressos fiscals per persona era de 13.699 €.

### Activitats econòmiques
Dels 8 establiments que hi havia el 2007, 2 eren d'empreses de fabricació d'altres productes industrials, 2 d'empreses de construcció, 2 d'empreses d'hostatgeria i restauració, 1 d'una empresa immobiliària i 1 d'una entitat de l'administració pública.
Dels 2 establiments de servei als particulars que hi havia el 2009, 1 era un guixaire pintor i 1 fusteria.
L'any 2000 a Fretterans hi havia 20 explotacions agrícoles que ocupaven un total de 2.145 hectàrees.

## Equipaments sanitaris i escolars
El 2009 hi havia una escola elemental.

## Poblacions més properes
El següent diagrama mostra les poblacions més properes.